# Grand Prix Velké Británie 1978
Grand Prix Velké Británie 1978 (oficiálně XXXI John Player British Grand Prix) se jela na okruhu Brands Hatch v Kentu ve Velké Británii dne 16. července 1978. Závod byl desátým v pořadí v sezóně 1978 šampionátu Formule 1.

## Závod
| Poř.   | No. | Jezdec                | Konstruktér        | Počet kol | Čas/Odstoupení  | Pořadí na startu | Body |
| ------ | --- | --------------------- | ------------------ | --------- | --------------- | ---------------- | ---- |
| 1      | 11  | Carlos Reutemann      | Ferrari            | 76        | 1:42:12.39      | 8                | 9    |
| 2      | 1   | Niki Lauda            | Brabham-Alfa Romeo | 76        | + 1.23          | 4                | 6    |
| 3      | 2   | John Watson           | Brabham-Alfa Romeo | 76        | + 37.25         | 9                | 4    |
| 4      | 4   | Patrick Depailler     | Tyrrell-Ford       | 76        | + 1:13.27       | 10               | 3    |
| 5      | 16  | Hans-Joachim Stuck    | Shadow-Ford        | 75        | + 1 kolo        | 18               | 2    |
| 6      | 8   | Patrick Tambay        | McLaren-Ford       | 75        | + 1 kolo        | 20               | 1    |
| 7      | 33  | Bruno Giacomelli      | McLaren-Ford       | 75        | + 1 kolo        | 16               |      |
| 8      | 30  | Brett Lunger          | McLaren-Ford       | 75        | + 1 kolo        | 24               |      |
| 9      | 19  | Vittorio Brambilla    | Surtees-Ford       | 75        | + 1 kolo        | 25               |      |
| 10     | 26  | Jacques Laffite       | Ligier-Matra       | 73        | + 3 kola        | 7                |      |
| NC     | 9   | Jochen Mass           | ATS-Ford           | 65        | + 11 kol        | 26               |      |
| Ret    | 10  | Keke Rosberg          | ATS-Ford           | 59        | Zavěšení        | 22               |      |
| Ret    | 17  | Clay Regazzoni        | Shadow-Ford        | 49        | Převodovka      | 17               |      |
| Ret    | 15  | Jean-Pierre Jabouille | Renault            | 46        | Turbo           | 12               |      |
| Ret    | 35  | Riccardo Patrese      | Arrows-Ford        | 40        | Zavěšení        | 5                |      |
| Ret    | 3   | Didier Pironi         | Tyrrell-Ford       | 40        | Převodovka      | 19               |      |
| Ret    | 20  | Jody Scheckter        | Wolf-Ford          | 36        | Převodovka      | 3                |      |
| Ret    | 14  | Emerson Fittipaldi    | Fittipaldi-Ford    | 32        | Motor           | 11               |      |
| Ret    | 37  | Arturo Merzario       | Merzario-Ford      | 32        | Palivový systém | 23               |      |
| Ret    | 22  | Derek Daly            | Ensign-Ford        | 30        | Kolo            | 15               |      |
| Ret    | 5   | Mario Andretti        | Lotus-Ford         | 28        | Motor           | 2                |      |
| Ret    | 27  | Alan Jones            | Williams-Ford      | 26        | Řazení          | 6                |      |
| Ret    | 12  | Gilles Villeneuve     | Ferrari            | 19        | Řazení          | 13               |      |
| Ret    | 25  | Héctor Rebaque        | Lotus-Ford         | 15        | Převodovka      | 21               |      |
| Ret    | 7   | James Hunt            | McLaren-Ford       | 7         | Nehoda          | 14               |      |
| Ret    | 6   | Ronnie Peterson       | Lotus-Ford         | 6         | Únik paliva     | 1                |      |
| DNQ    | 18  | Rupert Keegan         | Surtees-Ford       |           |                 |                  |      |
| DNQ    | 36  | Rolf Stommelen        | Arrows-Ford        |           |                 |                  |      |
| DNQ    | 23  | Geoff Lees            | Ensign-Ford        |           |                 |                  |      |
| DNQ    | 40  | Tony Trimmer          | McLaren-Ford       |           |                 |                  |      |
| Zdroj: |     |                       |                    |           |                 |                  |      |

## Průběžné pořadí po závodě
Pohár jezdců
| Pořadí | Jezdec            | Body |
| ------ | ----------------- | ---- |
| 1      | Mario Andretti    | 45   |
| 2      | Ronnie Peterson   | 36   |
| 3      | Carlos Reutemann  | 31   |
| 4      | Niki Lauda        | 31   |
| 5      | Patrick Depailler | 26   |
| Zdroj: |                   |      |

Pohár konstruktérů
| Pořadí | Konstruktér        | Body |
| ------ | ------------------ | ---- |
| 1      | Lotus-Ford         | 58   |
| 2      | Brabham-Alfa Romeo | 40   |
| 3      | Ferrari            | 31   |
| 4      | Tyrrell-Ford       | 28   |
| 5      | McLaren-Ford       | 12   |
| Zdroj: |                    |      |